# Es Malgrat
Es Malgrat és un illot del sud-oest de Mallorca del municipi de Calvià, al sud Santa Ponça.
El seu entorn forma part de la Reserva Marina de les Illes Malgrats.